# Nancy Drew: Danger on Deception Island
Danger on Deception Island es la novena entrega de la serie de juegos de aventuras point-and-click Nancy Drew de Her Interactive . El juego está disponible para jugar en plataformas Microsoft Windows. Tiene una clasificación ESRB de E por momentos de violencia leve y peligro. Los jugadores asumen la perspectiva en primera persona de la detective aficionada ficticia Nancy Drew y deben resolver el misterio interrogando a los sospechosos, resolviendo acertijos y descubriendo pistas. Hay dos niveles de juego, el modo detective junior y el modo detective senior, cada uno de los cuales ofrece un nivel de dificultad diferente de acertijos y pistas; sin embargo, ninguno de estos cambios afecta la trama real del juego. El juego está basado vagamente en el libro Whispers in the Fog (1999). 

## Trama
Cuando Katie Firestone, una amiga de George Fayne, invita a Nancy Drew a Deception Island en el estado de Washington para una excursión de avistamiento de ballenas, la detective llega y encuentra el barco turístico de Katie gravemente vandalizado. Una nota amenazante que quedó le advierte a Katie que «deje de entrometerse». Al parecer, los residentes del puerto están divididos sobre qué hacer con una orca hembra huérfana que apareció recientemente en el canal, y Katie ha erizado muchas aguas en el debate. Nancy debe cazar al vándalo mientras descubre algunos de los secretos ocultos de Deception Island.

## Desarrollo

### Personajes
- Nancy Drew - Nancy es una detective aficionada de 18 años de la ciudad ficticia de River Heights en Estados Unidos. Ella es el único personaje jugable en el juego, lo que significa que el jugador debe resolver el misterio desde su perspectiva.
- Katie Firestone - Una amiga de George Fayne que invitó a Nancy a quedarse con ella en Deception Island. Katie es una bióloga marina que organiza un tour de avistamiento de ballenas y lleva a los turistas cerca de las orcas con su permiso. Sus estudios teorizan que la ballena hembra está enferma y cree que debería ir a un acuario para realizar más investigaciones.
- Holt Scotto - Holt es un miembro influyente de la comunidad y un pescador veterano que no tolera tonterías de nadie. Se postula para un cargo público como capitán de puerto. Nada le gustaría más que deshacerse de la orca hembra que se está comiendo los peces de sus aguas y provocando que los barcos pesqueros se desvíen del puerto.
- Andy Jason - Andy es el propietario de Whale World, que rivaliza con el tour de avistamiento de ballenas de Katie. Es un hombre de buenos modales pero agresivo en los negocios. Él le ha ofrecido un contrato a Katie y comprar su barco para poder tener una cadena de viajes más grande en la costa, pero ella se ha negado varias veces.
- Jenna Deblin - Jenna es la dueña de una cafetería local. Por lo general, ella es muy amigable, pero cuando se trata de Katie y su investigación, se vuelve bastante desagradable debido a sus puntos de vista conflictivos sobre la ballena huérfana. Jenna cree que la orca debería reunirse con su manada inmediatamente y por cualquier medio posible.

### Elenco
- Nancy Drew - Lani Minella
- Bess Marvin - Alisa Murray
- George Fayne - Jena Cane
- Frank Hardy - Wayne Rawley
- Joe Hardy - Rob Jones
- Katie Firestone - Shelley McIntyre
- Jenna Deblin - Amy Augustine
- Andy Jason / Casey Porterfield - Jonah von Spreekin
- Holt Scotto - Richard Stein
- Experta en madera - Julie Rawley
- Hilda Swenson - Shannon Kipp [3]

## Recepción
Según PC Data, Danger on Deception Island vendió 40.601 copias minoristas en Norteamérica durante 2003. Según el sitio web agregador de reseñas Metacritic, el juego recibió «críticas generalmente favorables» de los críticos.
Charles Herold, del New York Times, consideró que Danger on Deception Island fue inferior a The Haunted Carousel.